# Éloi de Noyon
Pour les articles homonymes, voir Saint-Éloi.
Éloi de Noyon (Eligius en latin, l'« élu », Noviomensis) (v. 588 - 1er décembre 660), est un évêque de Noyon, orfèvre et monnayeur français, qui eut une fonction de ministre des Finances auprès de Dagobert Ier. Reconnu saint par l'Église catholique, il est fêté le 1er décembre. À Paris, on commémore le 25 juin la translation d'un de ses bras en la cathédrale Notre-Dame de Paris en 1212.

## Biographie

### Jeunesse et formation
Éloi est né à Chaptelat près de Limoges, en Limousin, vers 588, de parents portant des noms gallo-romains ; son père s'appelait Eucher et sa mère Terrigie. On ne sait que peu de choses sur cette famille qui possédait sans doute quelques biens près de Limoges et était chrétienne. Le fait que Chaptelat se trouve dans une zone aurifère du Limousin et que saint Éloi fut orfèvre et monnayeur a conduit certains historiens à envisager que la famille d'Éloi pouvait avoir des intérêts dans les exploitations aurifères du Limousin, sans qu'aucune preuve ne puisse en être apportée. Les mines d'or limousines sont d'ailleurs très mal documentées pour l'époque mérovingienne.
Il fut placé par son père, en apprentissage à Limoges auprès d'Abbon, orfèvre réputé, qui y dirigeait « l'atelier public de la monnaie fiscale ». Selon saint Ouen, au cours de son apprentissage, il « assistait fréquemment aux offices de l'église, où il écoutait avec une grande avidité tout ce qu'on disait des divines Écritures. »

### Éloi orfèvre
« Cependant, peu d'années après, des circonstances que Dieu, dans sa providence, avait sans doute amenées, le déterminèrent à quitter sa patrie et sa famille pour se rendre seul en France ».
C'est-à-dire au nord de la Loire, et plus précisément à Paris.
Éloi entre au service de l'orfèvre Bobbon, qui reçoit une commande du roi Clotaire II pour la fabrication d'un trône d'or orné de pierres précieuses.
Clotaire II donne à Bobbon la quantité d'or nécessaire à la fabrication du siège, qui est transmise à Éloi. Celui-ci fabrique deux trônes en évitant la fraude sur la quantité d'or, en ne prenant pas « prétexte des morsures de la lime, ou celui de la trop grande ardeur du feu ».
Ce qui fait que jusqu'à la Révolution, on chante une hymne dans l'église de Noyon, son évêché :

« Dum vas regi Clotario

Ex auri massa fabricat

Aurum in fabri studio

Summus faber multiplicat. »

Ce qui signifie :

Tandis qu'il [Éloi] fabrique le trône du roi Clotaire à partir d'une masse d'or, le divin ouvrier (summus faber) a multiplié l'or dans l'atelier du forgeron.

### Au service de Clotaire II
L'honnêteté d'Éloi paya, Clotaire II le garda dans son entourage. La confiance que porta le roi envers lui s'accrut lorsque Clotaire II voulut qu'Éloi prête serment, par la pose de ses mains, sur de saintes reliques. Éloi, redoutant Dieu, refusa. Devant l'insistance du roi, Éloi pleura pour son offense envers Clotaire II, et redouta sept fois plus de porter la main sur de saintes reliques.

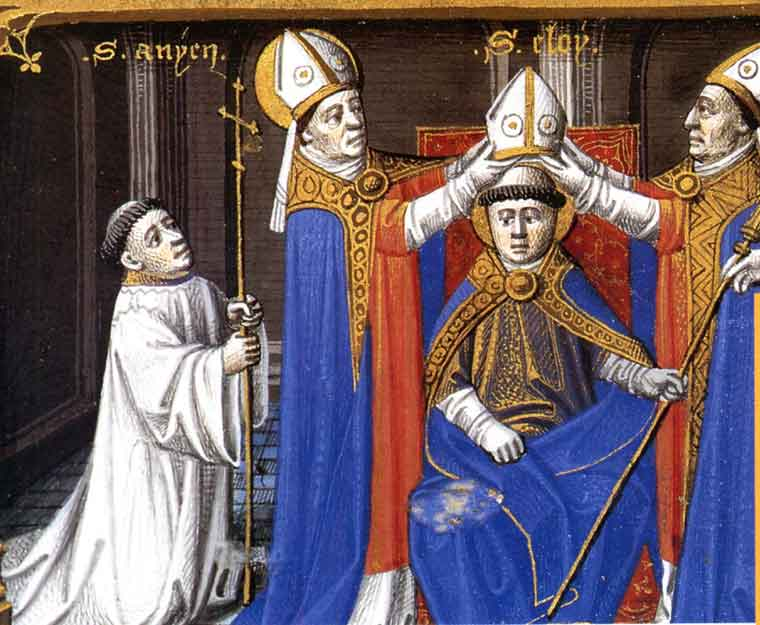
Ordination de saint Éloi à l'évêché de Noyon. XVe siècle.

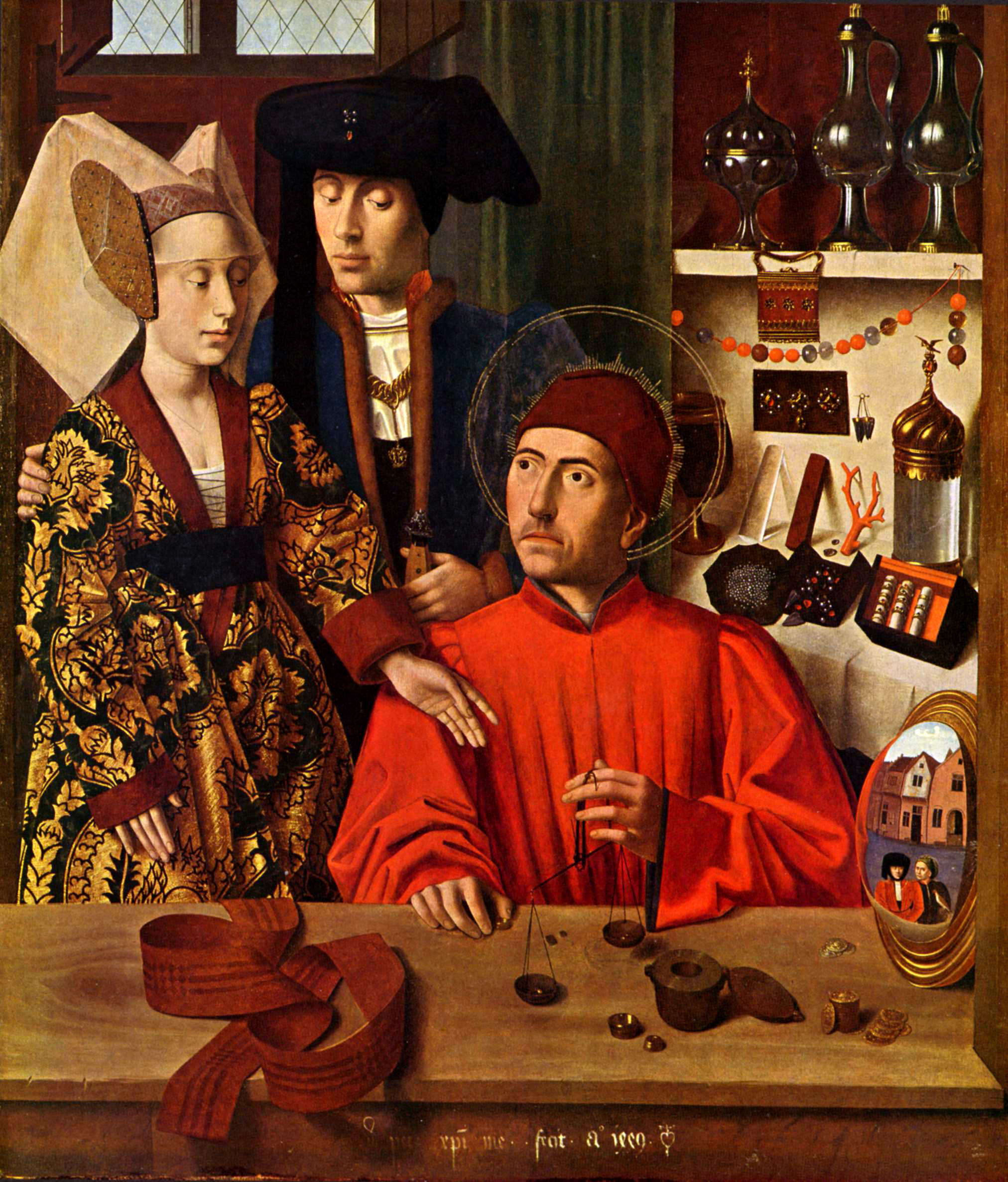
Saint Éloi et les Fiancés, tableau de Petrus Christus, 1449. New York, collection Lehman. Giraudon.

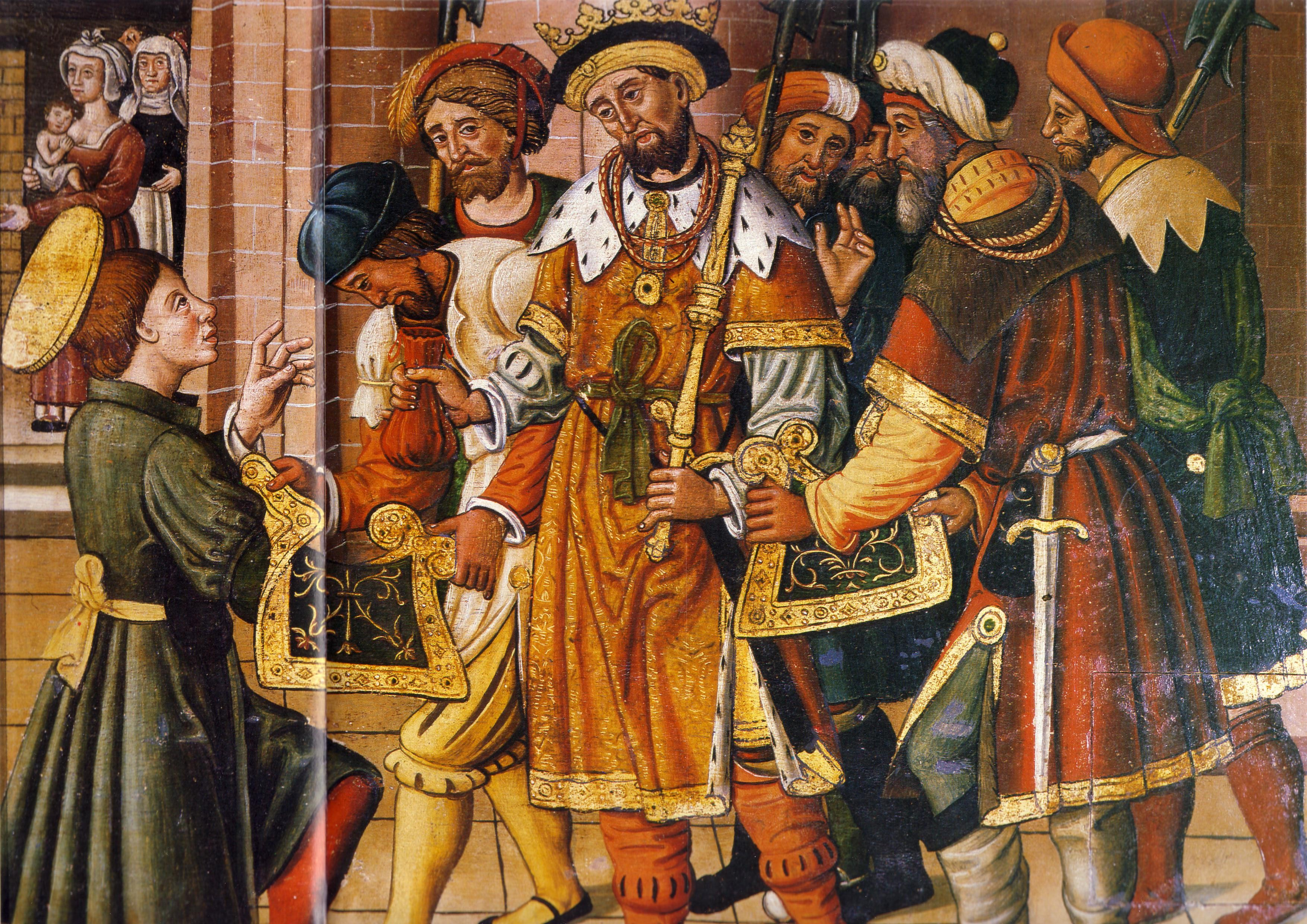
Saint Éloi remet au roi Clotaire II deux selles. Un artiste du XVe siècle a traduit le mot sella, « siège », de manière erronée, conduisant à représenter le saint donnant deux selles à Clotaire II. Triptyque du XVe siècle, église de Crocq (Creuse).

L’orfèvre Éloi devint contrôleur des mines et métaux, maître des monnaies, grand argentier du royaume de Clotaire II, puis trésorier de Dagobert Ier avant d’être élu évêque de Noyon en 641.

### Au service de DagobertIer
Il fonda des monastères à Solignac (631 ou 632) et à Paris (631, monastère Saint-Martial, avec Aure de Paris comme première abbesse, devenu par la suite le couvent Saint-Éloi). La fondation de l'abbaye du mont Saint-Éloi près d'Arras lui a été également attribuée, mais cette attribution, insuffisamment fondée, est aujourd'hui contestée.
Investi de toute la confiance de Dagobert Ier, il remplit les missions les plus importantes et réussit notamment à amener le Breton Judicaël, roi de Domnonée, à faire sa soumission en 636.

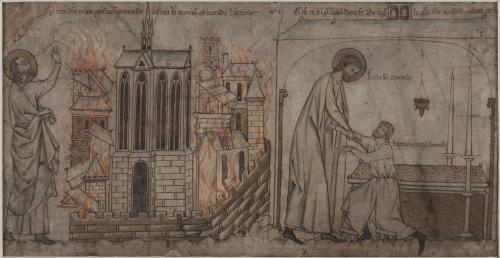
Saint-Éloi sauve de l’incendie l’église Saint-Martial et guérit un paralytique dans l’abbaye de Saint-Denis (enluminure du XIIIe siècle)

Il aurait accompli des miracles, tels que le sauvetage de l'incendie de l'église Saint-Martial dans l'île de la Cité à Paris et la guérison d'un paralytique dans l'abbaye de Saint-Denis.
En 657, il accueillit sainte Godeberthe (vers 640-vers 700) comme moniale à Noyon.
Éloi porta l'art de l'orfèvrerie à un degré de perfection extraordinaire pour son temps : les plus remarquables de ses ouvrages étaient les bas-reliefs du tombeau de saint Germain, évêque de Paris ; un grand nombre de châsses destinées à renfermer des saintes reliques ; les deux sièges d'or enrichis de pierreries, qu'il exécuta pour Clotaire II ; on pouvait voir encore plusieurs de ces ouvrages en 1789. Il contribua aussi pour une grande part à l'érection de plusieurs monuments religieux.
Éloi avait un disciple, saint Tillon (ou Thillo) - familièrement Til ou Théau -, fils de l’un des chefs saxons écrasés par Clotaire II et vendu comme esclave, qu'il avait racheté de l'esclavage et formé à la vie chrétienne et qui fut abbé de Solignac avant de se retirer comme ermite à Brageac (il est fêté le 7 janvier).
Il découvrit les reliques des saints Quentin, Piat et de ses compagnons martyrs, et de Lucien. Après la découverte du corps de saint Quentin, il fit ériger en son honneur une église à laquelle fut joint un monastère sous gouvernement irlandais. En 654, il déplaça les restes de saint Fursy de Péronne, le célèbre missionnaire irlandais (mort vers 649).
Saint Éloi est généralement considéré comme le saint patron des ouvriers qui se servent d'un marteau, et plus précisément des orfèvres, joailliers, graveurs, forgerons, mécaniciens, chaudronniers, cheminots (en Belgique), horlogers, mineurs, taillandiers, batteurs d'or, doreurs, tisseurs d'or, monnayeurs, serruriers, cloutiers, fourbisseurs, armuriers, balanciers, épingliers, aiguilliers, tireurs de fils de fer, ferblantiers, fondeurs, lampistes, loueurs de voiture, voituriers, cochers, vétérinaires, selliers, bourreliers, maréchaux-ferrants, charrons, carrossiers, charretiers, éperonniers, maquignons, fermiers, laboureurs, valets de ferme, pannetiers, vanniers, bouteillers, mais également du matériel et des militaires logisticiens.

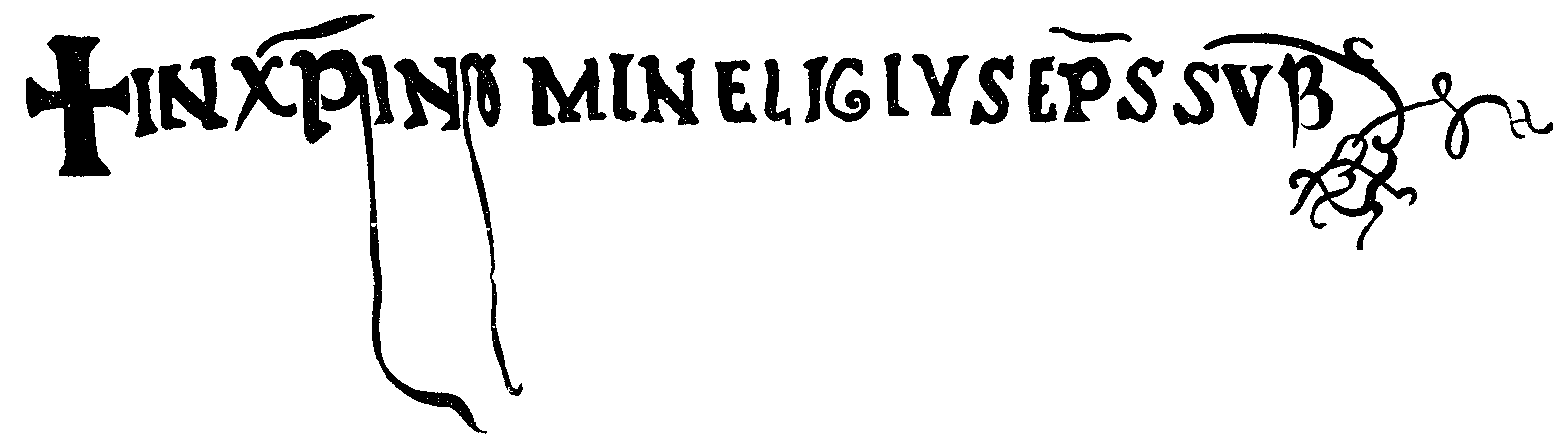
Signature de saint Éloi (Eligius), financier et ministre de Dagobert Ier ; provenant de la charte de la fondation de l'abbaye de Solignac (Mabillon, Da Re Diplomatica).

## Légendes autour de saint Éloi

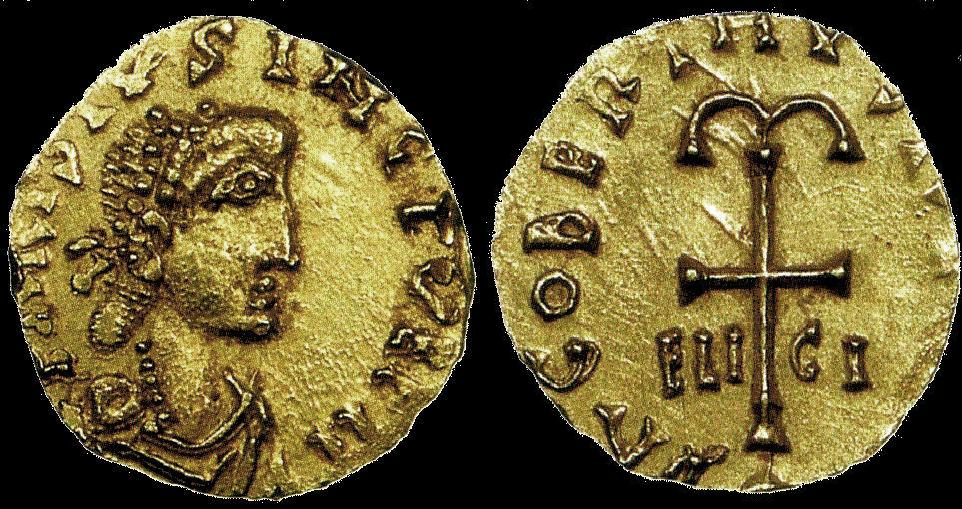
Tiers de sous d'or de Dagobert Ier. À droite, la croix ancrée est accostée des lettres ELI-GI, désignant son chancelier saint Éloi.

- Saint Éloi est resté célèbre au travers de la comptine Le Bon Roi Dagobert qui a été composée au XVIIIe siècle.
- Saint Éloi est aussi réputé pour avoir chassé des géants au carnaval de Dunkerque.

### Le maréchal-ferrant
De nombreuses légendes ont couru en Allemagne, en Belgique et dans le Nord de la France sur l'évêque-orfèvre. L'une d'elles, d'origine allemande, voudrait expliquer pourquoi Éloi fut le patron de tant de corporations.
Au dire de cette légende, Éloi, simple maréchal-ferrant, s'était installé à son compte et avait accroché à sa porte une enseigne ainsi conçue : « Éloi. Maître sur maître. Maître sur tous ». Considérant que ce « Maître sur tous » était un défi à la puissance céleste, Jésus-Christ résolut de donner à Éloi une bonne leçon d'humilité.
Le Christ s'habilla donc comme un simple et pauvre forgeron et vint demander de l'embauche à l'atelier d'Éloi.
- Que sais-tu faire ? demande celui-ci.
- Je sais forger et ferrer aussi bien que qui que ce soit au monde.
- Que dis-tu de ce fer que je viens de forger ?
- Pas mal, mais on peut faire mieux.

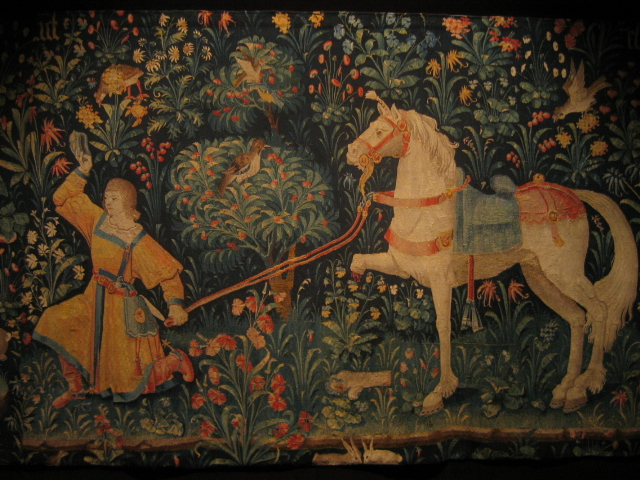
Hospices de Beaune, Bourgogne, France. Tapisserie de Guigone de Salins, représentant saint Éloi.

Là-dessus, et sans attendre, Jésus forge un fer bien mieux fini, bien plus élégant que celui d'Éloi. Il ne s'arrête pas là. Ayant vu à la porte de la forge un cheval en attente d'être ferré, Jésus lui coupe la jambe, la met sur l'enclume, pose le fer, puis rattache la jambe au cheval qui paraît ne s'être aperçu de rien. Colère d'Éloi qui, pour relever ce défi, coupe une autre jambe du cheval et s'apprête à y poser un fer. Le cheval, cette fois, saigne, hennit de douleur, s'abat, et mourrait bientôt si Jésus n'arrêtait miraculeusement l'hémorragie avant de remettre la jambe en place. Du coup, Éloi capitule. Il prend son marteau et brise son enseigne en disant :
- Qui que tu sois, c'est toi le maître et c'est moi le compagnon.

Alors le Christ :
- Heureux celui qui s'humilie.

Éloi comprend enfin à qui il a affaire et se prosterne.
- Je te pardonne, dit le Christ, car je te crois guéri. Reste « Maître sur maître » ; mais souviens-toi que je suis seul « Maître sur tous ».

Il monte en croupe derrière le cavalier propriétaire du cheval dont deux jambes avaient été coupées. Et ils s'en vont. Éloi, qui n'est décidément pas au bout de ses surprises, comprend alors que ce cavalier était saint Georges.
Cette légende tente d'expliquer pourquoi Éloi apparaît sur de très anciennes gravures, tenant une jambe de cheval à la main. Elle ne peut être que postérieure au IXe siècle, époque où l'usage de ferrer les chevaux apparut en Occident (histoire du fer à cheval).

## Saint Éloi et la fondation supposée de Dunkerque
Saint Éloi, selon une vieille légende (sans sources ni réel fondement historique), aurait participé à la lutte contre les Vikings à Dunkerque ; et y aurait fondé une église. Ceci semble assez peu probable, car la première vague de Vikings en Gaule est attestée par l'historien Régis Boyer entre 800 et 850 (Or Saint Éloi est mort le 1er décembre 660). Par ailleurs, l'église paroissiale Saint Éloi précédemment mentionnée n'a été fondée que vers 1440-1450, par des maîtres d'oeuvre gantois sur le terrain de l'hospice Saint-Jean.

## Saint Éloi et la métallurgie
En tant qu'orfèvre et monnayeur, saint Éloi est d'abord devenu le saint patron des gens du métier des métaux dont les orfèvres, les chaudronniers et les dinandiers puis, par extension de tous les métiers de la métallurgie et de la mécanique. Les dinandiers de Villedieu-les-Poêles ont choisi saint Hubert, partout ailleurs saint patron des chasseurs. La croix du maître-autel de la basilique de Saint-Denis, qui est visible sur le tableau La messe de Saint-Gilles, aurait été réalisée par saint Éloi,, de même que le Sceptre de Dagobert, aujourd'hui disparu.
Dans de nombreuses localités des Pyrénées-Orientales, zone de montagne et jadis d'importante activité métallurgique, les mules et chevaux sont encore bénis le 25 juin, jour de la Saint-Éloi d'été. À Serralongue dans les années 1880, lors des festivités de cette date, on faisait danser le contrapàs aux mulets sur l'air de La Marseillaise.

## Saint Éloi et les dictons
Saint populaire, il fait l'objet de nombreux dictons : 
- « Si, à la Saint-Éloi tu brûles ton bois, tu auras froid pendant trois mois », « Saint-Éloi, de soleil gourmand, nous donne trois jours de beau temps. »
- « À la Saint-Éloi, la nuit l'emporte sur le jour qui luit » et « Quand arrive la Saint-Éloi, laboureur, tu peux rester chez toi. »
- « À la Saint-Éloi, les jours allongent du cri d'une oie. » (Dicton du Hurepoix.)
- « Saint Éloi le gourmand, sa fête arrive deux fois par an. » (Fête le 1er décembre – sainte-Éloi « des boudins » – et le 25 juin – sainte-Éloi « des fraises ».)

Ces dictons concernent la sainte-Éloi « d'hiver », appelée aussi sainte-Éloi « des pauvres » ; la sainte-Éloi « Éloi d'été » ou sainte-Éloi « des riches » étant fêtée le 25 juin (saint patron des maréchaux-ferrants, forgerons, puis par extension, des charretiers, laboureurs et cultivateurs).

## EnBasse-Bretagne, la confusion avecsaint Alor
Le journal La Croix du 12 avril 1940 écrit :

« Bien que concurrencé par saint Herbot, saint Hervé, saint Gildas, le bienheureux Charles de Blois, voire à Plonéour-Lanvern (qui a aussi son « Pardon de chevaux ») par les saints Côme et Damien, saint Éloi est presque universellement prié pour les chevaux en Bretagne. À quelle époque a-t-il pris la place du principal patron, saint Thélo et celle de saint Alar (ou saint Alor), parce qu'en  breton Éloi se prononce Elar, Alar, celle de saint Alain, prié à Scaër, de saint Alor, à Ergué-Armel et à Plobannalec, qui souvent se confondent? »

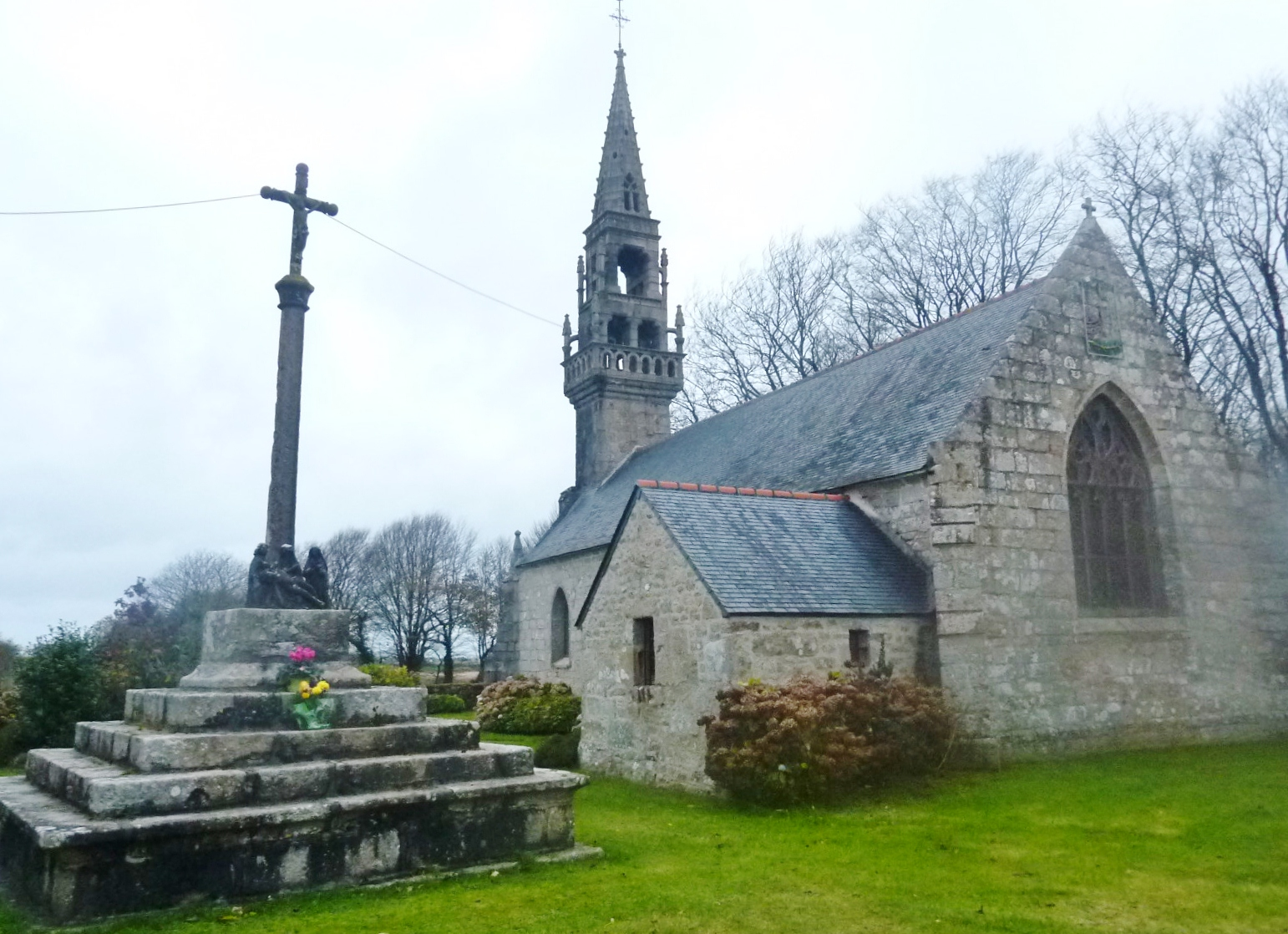
Ploudaniel : la chapelle Saint-Éloi et son calvaire

Un ancien évêque de Quimper est saint Alor. Sa vie étant très peu connue, il fut localement assimilé pendant le Moyen Âge à saint Éloi, et le culte de ce dernier est du coup très répandu dans le Finistère et dans les Côtes-d'Armor.

« Pour ce qui est de la protection des chevaux, c’est saint Éloi qui domine tous les autres. Dans le seul diocèse de Saint-Brieuc-Tréguier, il est le patron de 16 églises ou chapelles, et sa statue est présente dans 60 édifices religieux. Plus on va vers l’ouest, plus la dévotion à saint Éloi est grande. Dans le Finistère, plus de 70 paroisses sur 246 sont touchées par ce culte, et on y dénombre au moins une centaine de statues du saint, beaucoup d’entre elles en bois polychrome. Certaines paroisses en ont même plusieurs comme à Plougastel-Daoulas où il n’y en a pas moins de cinq. (...) En Bretagne, la démarche de recours aux saints protecteurs des chevaux ne date pas d’hier. Les archives nous apprennent que vers 1470, le seigneur du Traon, de Morlaix, faisait conduire ses chevaux en pèlerinage à la chapelle de Saint-Éloi, en Bothoa. Les plus anciennes statues qui représentent saint Éloi avec le cheval au pied coupé sont également du XVe siècle. On pourra les voir par exemple à Plougastel-Daoulas, à [la chapelle] Saint-Claude et à Feunteun-Wenn ou encore sur un vitrail de la chapelle de Notre-Dame du Crann à Spézet daté de 1550. »

Des « pardons aux chevaux » se déroulaient traditionnellement dans de nombreuses chapelles consacrées à Saint-Éloi, par exemple à Ploudaniel, ou encore à Plouarzel et à Ploudalmézeau:

« À Plouarzel et à Ploudalmézeau, le jour du pardon de Saint-Éloi, on fait faire aux juments un saut par-dessus l’eau qui s’écoule ainsi de la fontaine. C’est le Lamm Sant-Alar, le « saut de Saint-Éloi ». La symbolique du saut par-dessus l’eau traduit encore des espoirs de fertilité et de fécondité. Le jour du pardon était tellement propice que certains cultivateurs procédaient à des saillies comme l’observa Soaig Joncour à Plouyé en 1913 : Dans le champ précédant l’oratoire, derrière un talus, un paysan faisait saillir sa jument, coutume assez fréquente, paraît-il, surtout pour les juments réputées stériles, par confiance en l’action bénéfique du saint. »

Un autre exemple est le Pardon de Saint-Eloy à Plérin dont Jean-Baptiste Ogée fait à la fin du XVIIIe siècle la description suivante :

« Après leurs prières faites à la chapelle, ils vont à la fontaine, y puisent de l’eau avec une écuelle, la jettent dans la matrice et sur les oreilles de leur jument, et en arrosent les testicules de leur cheval dans la persuasion que cette eau a des vertus prolifiques. Cette opinion est si gravée dans l’esprit de ces bonnes gens qu'il serait impossible de l’en déraciner. Le pardon des chevaux était une sorte de fête de fiançailles. Les jeunes fermiers célibataires s'empressaient au retour d'offrir à leur douce, sur la croupe de leur monture, une place toujours acceptée avec plaisir. Et on revenait en chantant, mêlant l'éloge du grand saint Éloi aux récits de toutes sortes : marchés, querelles, raccommodements, remarques plus ou moins charitables, projets d'avenir... »

## Hommages et postérité
- Une vie de Saint-Éloi fut commandé par la corporation des maîtres d'orfèvres de Troyes, pour ornée l'Eglise de Sainte-Madeleine. Réalisé par Nicolas Cordonnier en 1506, le vitrail s'inspire de l'épisode des Perles de Saint-Éloi.[13]
- Rue Saint Éloi (Bordeaux), Rue Saint-Éloi (Chaptelat), Rue Saint-Éloi (Colmar), Rue Saint-Éloi (Lyon), Rue Saint Éloi (Marseille), Rue Saint-Éloi (Paris), Rue Saint-Éloi (Rodez)
- Avenue Saint-Éloi (Limoges)
- Chanson Le Bon Roi Dagobert
- Usine Saint Éloi Airbus (Toulouse)
- les Églises dédiées à Saint Éloi
- La fontaine Saint-Éloi à Floursies
- Hameau Saint-Éloi au Molay-Littry
- Monchy-Saint-Éloi dans l'Oise (60290)
- Quartiers à Chilly-Mazarin, Montpellier, Poitiers et Rodez